# Blastobasis adustella
Blastobasis adustella là một loài bướm đêm thuộc họ Blastobasidae. Nó là loài đặc hữu của Úc, nhưng nó du nhập vào miền tây châu Âu và hiện nay còn có mặt ở Hà Lan, Anh, Ireland, Madeira và Açores
Sải cánh dài 15–20 mm. Con trưởng thành bay từ tháng 8 đến tháng 9.
Ấu trùng ăn hạt của Dipsacus fullonum ở châu Âu.

## Hình ảnh

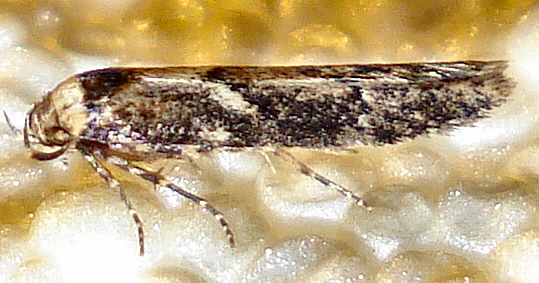